# Griesstätt
Griesstätt – gmina w Niemczech, w kraju związkowym Bawaria, w rejencji Górna Bawaria, w regionie Südostoberbayern, w powiecie Rosenheim. Leży około 15 km na północ od Rosenheim, nad rzeką Inn.

## Demografia
Dane o ludności z 31 grudnia 2008:
| Opis                                | Ogółem | Ogółem | Kobiety | Kobiety | Mężczyźni | Mężczyźni |
| ----------------------------------- | ------ | ------ | ------- | ------- | --------- | --------- |
| Jednostka                           | osób   | %      | osób    | %       | osób      | %         |
| Populacja                           | 2598   | 100    | 1289    | 49,62   | 1309      | 50,38     |
| Wiek przedprodukcyjny (0–17 lat)    | 597    | 22,98  | 278     | 10,7    | 319       | 12,28     |
| Wiek produkcyjny (18–65 lat)        | 1680   | 64,67  | 836     | 32,18   | 844       | 32,49     |
| Wiek poprodukcyjny (powyżej 65 lat) | 321    | 12,36  | 175     | 6,74    | 146       | 5,62      |

## Polityka
Rada gminy składa się z 14 osób.
|      | CSU | SPD | FWG | Razem |
| 2008 | 8   | 2   | 4   | 14    |
| 2002 | 8   | 1   | 5   | 14    |